# František Kolanda
František Kolanda (21. října 1927, Pavlovice u Vlašimi – 2. prosince 2004, Bochov) byl český římskokatolický kněz, osobní arciděkan.

## Život a činnost
Narodil se v Pavlovicích u Vlašimi. Později studoval na gymnáziu a v Praze na Teologické fakultě Univerzity Karlovy.
29. června 1951 byl v pražské katedrále sv. Víta vysvěcen na kněze a poté působil jako kaplan v Plzni.
Po absolvování základní vojenské služby v řadách PTP – Pomocného technického praporu na dole Nosek, po roce 1954 působil jako administrátor v Erpužicích a následně jako kaplan v Mariánských Lázních a okolí. V letech 1958–1992 byl administrátorem v Teplé u Toužimi, Bečově a Otročíně.
V době jeho působení byly ve farním kostele sv. Jiljí v Teplé byly ve zdejším klášteře po roce 1950 uloženy ostatky blahoslaveného Hroznaty pod náhrobkem, o jehož vytvoření se P. Kolanda zasloužil a zasloužil se o obnovu tradice poutí.
Od roku 1992 až do své smrti v roce 2004 působil jako farář v Bochově a ve zdejším kostele sv. archanděla Michaela nechal zhotovit okno blahoslaveného Hroznaty.
František Kolanda zemřel 2. prosince 2004 v Bochově, kde je také pochován.